# Freundeskreis Hannover
Der Freundeskreis Hannover e. V. ist ein gemeinnütziger Verein zur aktiven Bürgerbeteiligung, der sich die Förderung von Kunst und Kultur in Stadt und Region Hannover zum Ziel gesetzt hat.

## Geschichte
Der Verein wurde 1988 als Forum zur aktiven Bürgerbeteiligung zur Vorbereitung der 750-Jahr-Feier der Stadtgründung gegründet. Er ist mit rd. 1.500 Mitgliedern der größte Bürgerverein des Landes. Er engagiert sich als unabhängiger und gemeinnütziger Bürgerverein für eine lebendige Stadtgesellschaft mit dem Ziel, die Identifikation der Bürger mit ihrer Stadt zu stärken, kulturelle Initiativen zu unterstützen, neue Ideen zum Wohle der Stadt und ihrer Bewohner zu entwickeln und den Dialog zwischen Bürgern, Wirtschaft, Politik, Wissenschaft, Kulturen und Religionen zu fördern.
Zu den Aktivitäten des Freundeskreises zählen z. B. Vorträge und Diskussionen zu stadtrelevanten Themen, Unterstützung und Beratung der Kulturszene, Besuche von Unternehmen, Institutionen, Behörden und hannovertypischen Einrichtungen, Stärkung des Regionsgedankens durch den Besuch der Regionsgemeinden und nicht zuletzt Kommunikation und Vernetzung der Mitglieder untereinander. Seit 1995 verleiht der Freundeskreis Hannover e. V. jährlich den mit 5.000 € dotierten Stadtkulturpreis.
Zur Expo 2000 organisierte der Freundeskreis Hannover die Initiative Wir laden die Jugend der Welt nach Deutschland ein. Dies sollte „jungen Menschen aus der ganzen Welt […] einen Deutschlandbesuch und den Besuch der Weltausstellung ermöglichen“. Der Verein vermittelte mehrere tausend (oftmals kostenfreie) Übernachtungsmöglichkeiten für jugendliche Expo-Besucher und gab den zweisprachigen Stadtführer Hannover – mehr als Expo / more than Expo heraus, der sich mit Texten im Szenejargon primär an Jugendliche richtete.

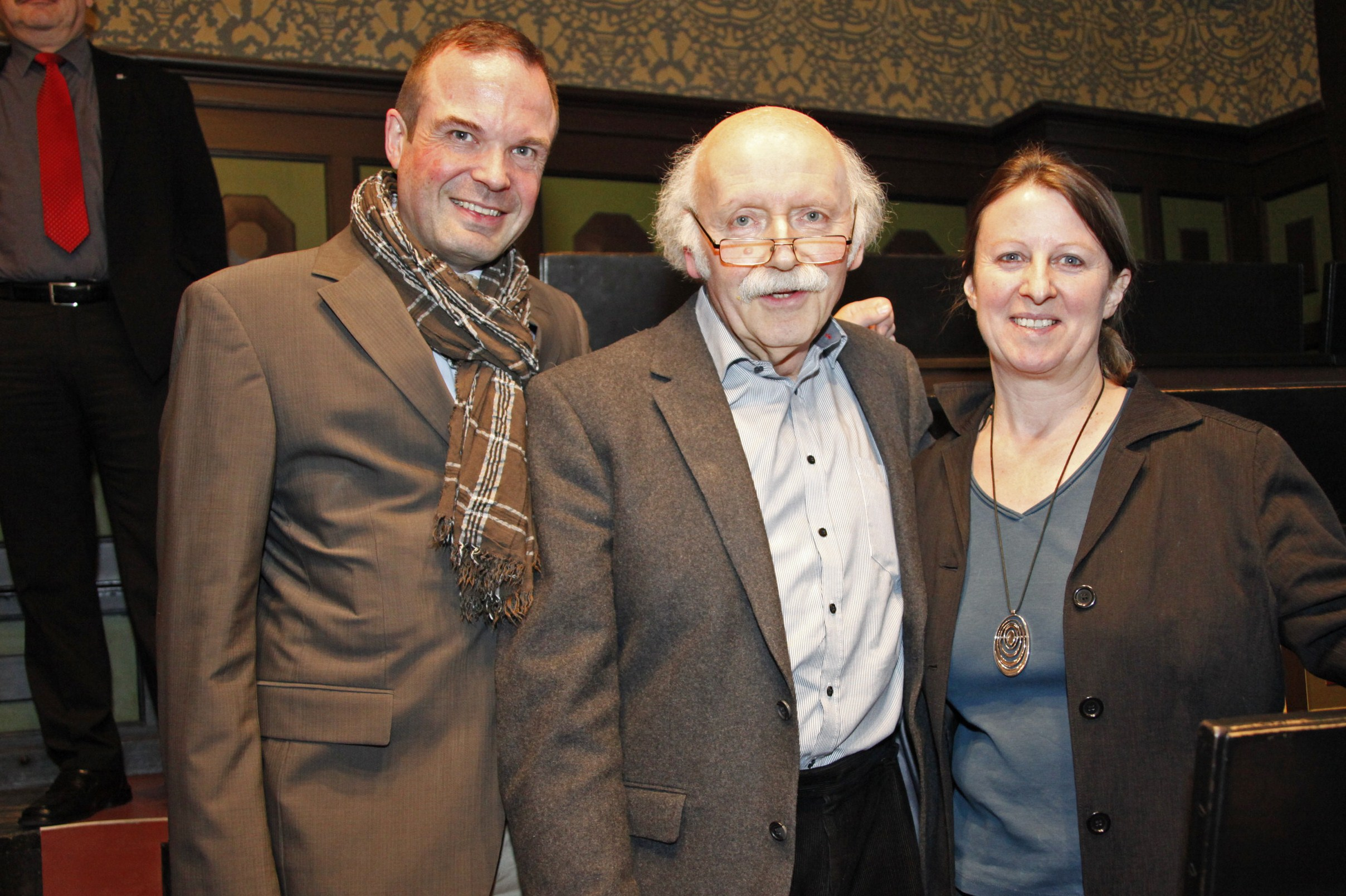
Wechsel in der Geschäftsführung, (v.l.): Roger Cericius, Erwin Schütterle und Gil Maria Koebberling im Jahr 2013

2001 initiierte der Freundeskreis die seitdem jährlich ausgetragene Internationale A-cappella-Woche Hannover. Zum Jahreswechsel 2011/2012 verschmolz der ehemalige Hannover Tourismus Service mit dem Freundeskreis Hannover, wodurch sich dessen Mitgliederzahl auf 1100 nahezu verdoppelte. 2013 ging Geschäftsführer Erwin Schütterle nach jahrelanger Tätigkeit in den Ruhestand und übergab die Geschäftsführung an Gil Maria Koebberling.

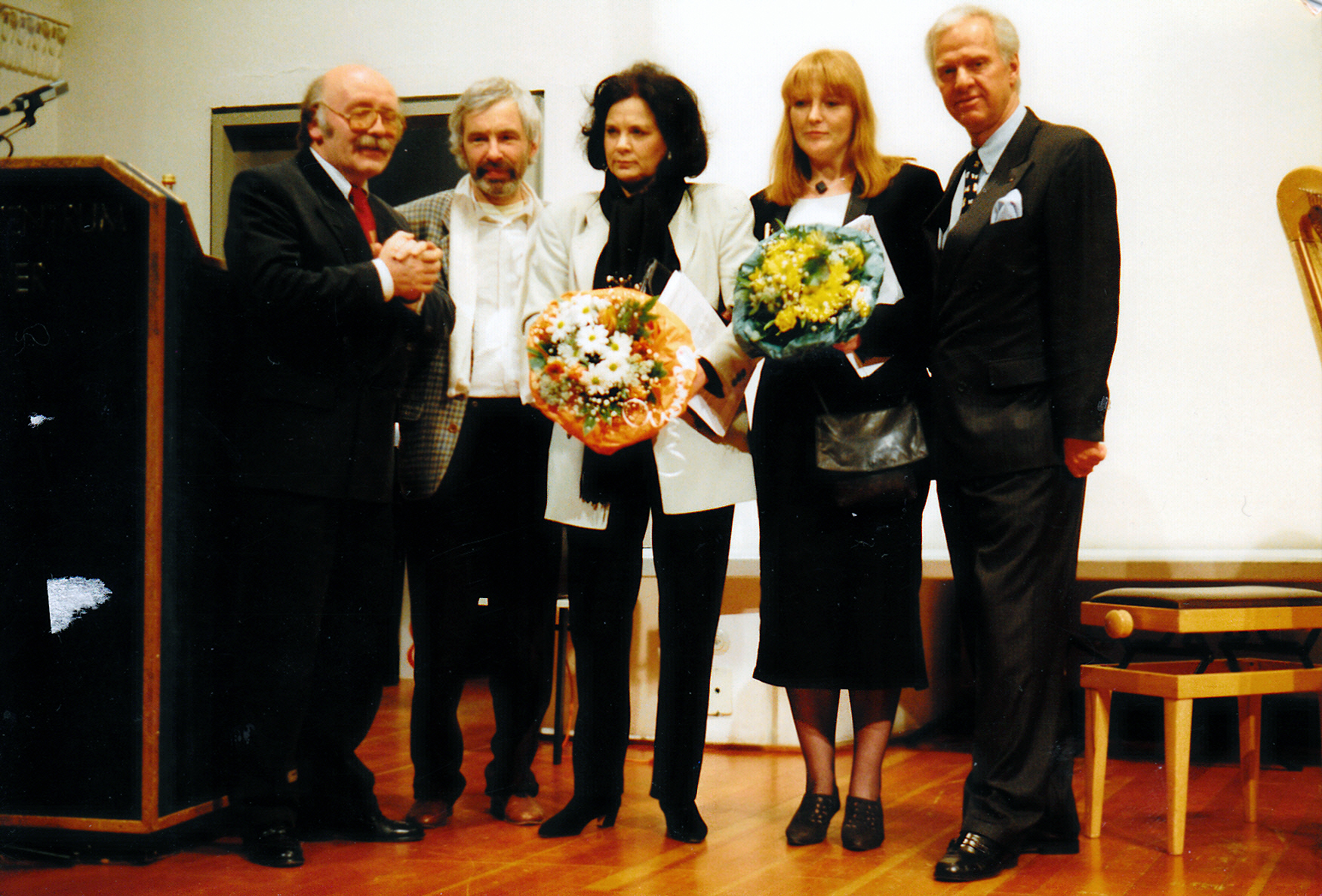
Verleihung des Stadtkulturpreises 1995 (v.l.): Erwin Schütterle, Jot Claus, Dagmar Brand, Ute Blohm, Klaus E. Goehrmann

Zum 775-jährigen Stadtgeburtstag im Jahr 2016 initiierte der Freundeskreis Hannover e. V. gemeinsam mit der Landeshauptstadt Hannover das große Bürgerfest mit 20.000 Besuchern und gestaltete zur Kommunalwahl das größte Kreidebild Hannovers auf dem Kröpcke. Im Frühjahr 2017 gab der langjährige Vorstandsvorsitzende Roger Cericius sein Amt zurück. Nachfolger wurde sein bisheriger Stellvertreter Matthias Görn. Wechsel auch in der Geschäftsstelle: die neue Geschäftsführerin ist Katharina Sterzer.
Die Geschäftsstelle hat ihren Sitz in der Goseriede 15, mitten im Zentrum Hannovers. Neben der Geschäftsführerin arbeiten im Freundeskreis Absolventen des Freiwilligen Sozialen Jahres bzw. Bundesfreiwilligendienstes.

## Stadtkulturpreis

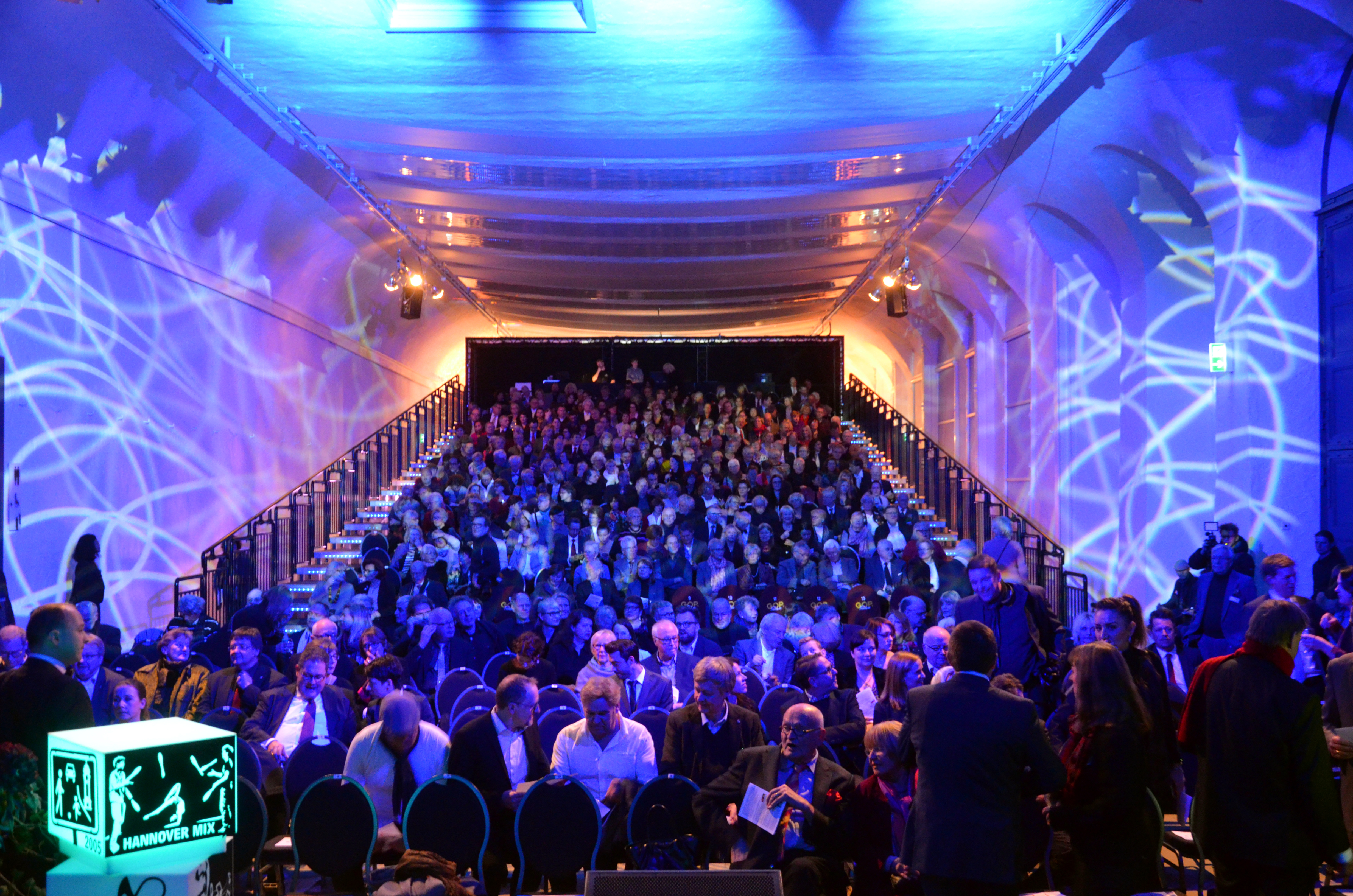
Blick von der Bühne in der Orangerie der Herrenhäuser Gärten kurz vor der Verleihung des Stadtkulturpreises 2016

Der Freundeskreis Hannover ist Initiator und Träger des Stadtkulturpreises, der jährlich vergeben wird. Der seinerzeit mit 10.000 DM, später mit 5.000 Euro dotierte Preis wurde 1995 erstmals verliehen, seit 2012 wird zusätzlich ein Sonderpreis für herausragendes bürgerliches Engagement vergeben.
- 1995: Kunstinitiative Wintergärten in der Güntherstraße (Hannover-Südstadt).[16]
- 1996: Straßenmagazin Asphalt[17]
- 1997: Musikzentrum Hannover
- 1998: Sr. Katharina Maria Hanne (Hospiz Luise), Pastor Bert Schwarz (Gründer des Kinderzirkus Giovanni)
- 1999: Eisfabrik Hannover, Literarischer Salon Hannover
- 2000: Scorpions
- 2001: Stadtsuperintendent Hans Werner Dannowski
- 2002: Kulturzentrum Pavillon
- 2003: Freiwilligen-Zentrum Hannover e. V., Christine Brandl, Rolf-Günter Schmedes
- 2004: Theaterintendant Gerhard Weber
- 2005: Ralph Büsing
- 2006: Ex-Oberbürgermeister Herbert Schmalstieg
- 2007: Lars Kompa (Herausgeber Stadtmagazin Stadtkind)
- 2008: Christiane Winter (Tanztheater International)
- 2009: Otto Stender (Georgsbuchhandlung, Mentor – Die Leselernhelfer)
- 2010: Mousse T.
- 2011: Manfred Kindel sowie Kinder- & Jugend-Zirkusnetzwerk CircO
- 2012: Burkhard Inhülsen (up-and-coming-Filmfestival), Sonderpreis Ricarda und Udo Niedergerke und Martin Raguse
- 2013: Jazz Club Hannover und Jazzmusiker-Initiative Hannover, Sonderpreis Can Arkadaş e. V. und Kargah e. V.
- 2014: Eckhart Liss, Sonderpreis Reinhold Fahlbusch
- 2015: Hassan Mahramzadeh, Sonderpreise für Unterstützerkreis Flüchtlingsunterkünfte Hannover e. V. und Die!!! Weihnachtsfeier für Obdachlose und Bedürftige Hannover e. V.[18]
- 2016: Siegfried Neuenhausen, Sonderpreis Klang und Leben e. V.[19]
- 2017: Felix Landerer, Sonderpreis Politik zum Anfassen und Wikipedia-Autor Bernd Schwabe[20][21]
- 2018: Marlis Fertmann/NDR Klassik Open Air und das KreHtiv Netzwerk Hannover, Sonderpreise Verein für krebskranke Kinder Hannover und Hilfe für unsere Kinder gGmbH[22]
- 2019: Harald Böhlmann (Kleines Fest im Großen Garten), Sonderpreis für die Bürgerstiftung Hannover[23]
- 2020: Ninia Binias, Sonderpreis für den Verein A little help from my friends[24]
- 2021: Andersraum, Sonderpreis Ruth Gröne[25]

## Schriften
- Projektgruppe 750-Jahr-Feier, Geschäftsstelle Freundeskreis Hannover (Red.): Jahresvorschau 750. Stadtjubiläum Hannover. Festprogramm 1991, hrsg. von der Landeshauptstadt Hannover, der Oberstadtdirektor, Hannover: Hahn-Druckerei (Druck), 1990
- Dietmar Elger: Aussenraum Innenstadt. Eine Ausstellung des Sprengel-Museums Hannover zusammen mit dem Freundeskreis Hannover e. V., Oktober 1991, Hannover, 1991, ISBN 3-89169-064-9
- Heide N. Rohloff: Königlich-grossbritannisch-hannoversche Reminiszenzen. Die Residenzstadt im frühen 19. Jahrhundert (= Schriftenreihe des Englischen Seminars der Universität Hannover), Begleitband zur Ausstellung, für die Hannoversch-Britische Gesellschaft e. V. und den Freundeskreis Hannover e. V., Englisches Seminar der Universität Hannover, Hannover 1991, ISBN 3-923522-02-9
- Sonja Brandt (Red.), Kerstin Günther, Susanne Kummer, Sabine Matthes (Mitarb.): Ansichten zu Hannover. Die schönsten Arbeiten aus hannoverschen Schulen zur 750-Jahr-Feier der Stadt, Hrsg.: Freundeskreis Hannover e. V., Colorset, Hannover [1991]
- Dorothée Beckhoff: Vereinte Nationen von Hannover. Ein Beitrag zum multikulturellen Stadtleben; Stadtjubiläum 1991, hrsg. vom Freundeskreis Hannover e. V., Postskriptum-Verlag, Hannover 1992, ISBN 3-922382-63-0 und ISBN 978-3-922382-63-8
- Gabriele Hausmann, Dirk Bethge, Hassan Mahramzadeh: Hannover: Jahreszeiten einer Stadt, hrsg. in Zusammenarbeit mit dem Freundeskreis Hannover e. V., Hannover: Schlütersche Verlagsgesellschaft, 1993, ISBN 3-87706-368-3 und ISBN 978-3-87706-368-2
- Renate Baumgart, Wolfgang Schatz: Was für ein Theater! Die Freie Theater-Szene in Hannover. Hrsg. vom Freundeskreis Hannover, Hannover: Freundeskreis Hannover [Röselerstraße 2, Rechtsamt], 1994
- Hans Werner Dannowski, Gisela Jansen (Hrsg.), Julia Otto (Red.): Ein Kunstmuseum „Mitten im Verkehr“. Die Skulpturenmeile von Hannover [75.000 Autos täglich oder wie die Skulpturenmeile Straße und Stadtraum neu erfindet], hrsg. vom Freundeskreis Hannover, unter Mitarbeit von Michael Stoeber, Lothar Romain, Timm Ulrichs und Robert Simon, Hannover: Freundeskreis Hannover, 2010, ISBN 3-00-031380-X und ISBN 978-3-00-031380-6; Inhaltsverzeichnis
- Julia Förster, Sandra de Loo, Jobst Wolter (Red.): H-town presente. Young City Guide Hannover, Führer zur Expo 2000 in Deutsch und Englisch, 192 Seiten plus herausnehmbarer Stadt- und Uestraplan, 200.000 Exemplare, herausgegeben vom Freundeskreis Hannover e. V., Hannover: Freundeskreis Hannover, Mai 2000
- Freundeskreis Hannover Magazin, hrsg. vom Freundeskreis Hannover e. V., ab Oktober 2006 in drei Folgen halbjährlich erschienenes Magazin, IDN: 104611137X, ZDB-ID: 2749593-0